# Systembrett
Das Systembrett ist ein Holzbrett, auf dem kleine Figuren und Symbole aufgestellt werden, um verschiedene Systeme oder auch Prozesse darzustellen. Systembretter sind in ihrer Form und der Gestaltung der Figuren unterschiedlich. 

In den letzten Jahrzehnten erfreuen sich Brettverfahren bzw. theranostische Visaualisieriungsmethoden, die jedoch nur in den wenigsten Fällen psychometrisch eingehend geprüft wurden (z. B. Familiensystemtest FAST), einer zunehmenden Beliebtheit in der Forschung und Praxis. 

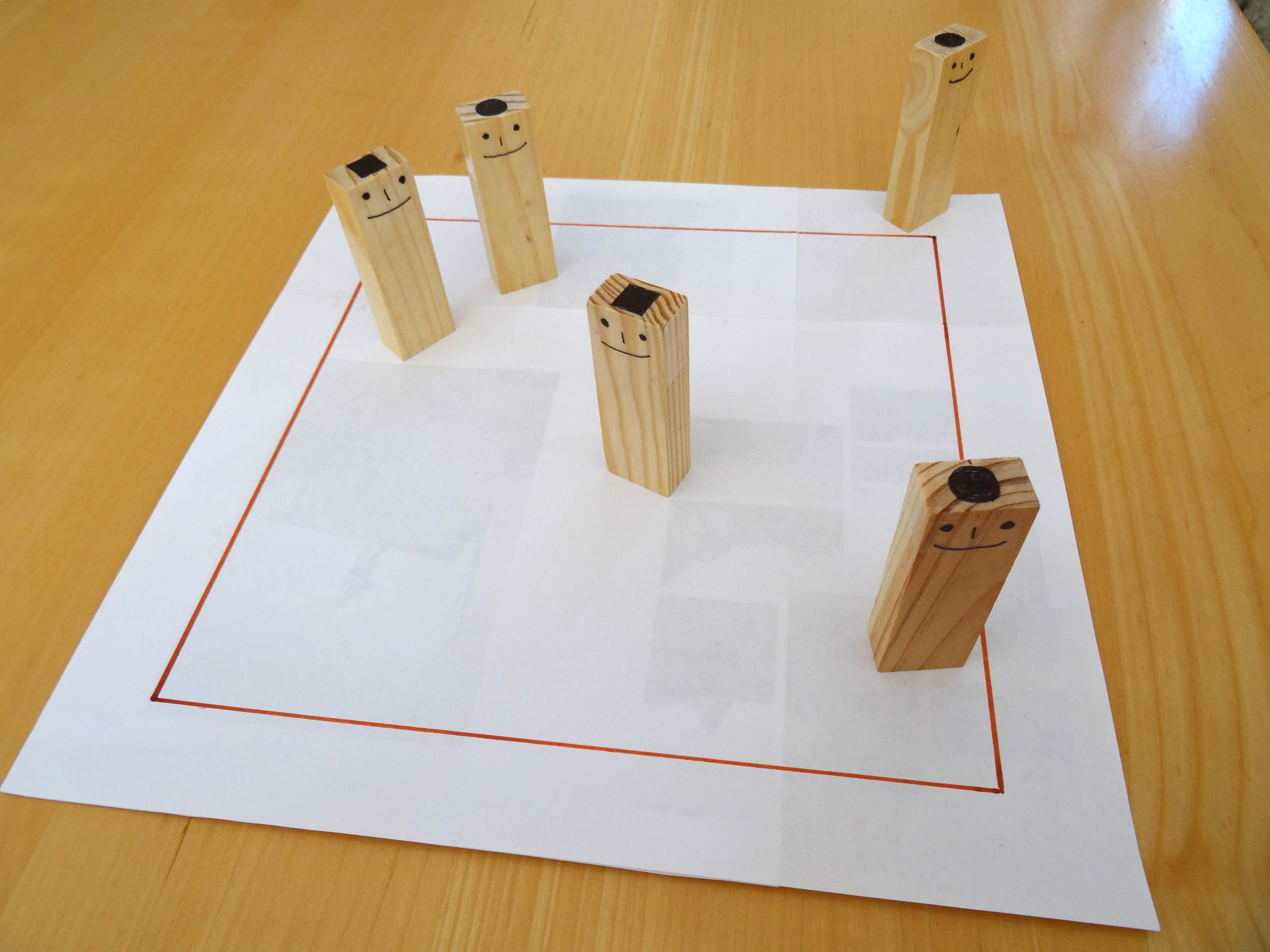
Systembrett mit einer Familienaufstellung (rechts oben eine verstorbene Person, die außerhalb der Abgrenzung steht)

Das Systembrett wurde 2006 erstmals von Wolfgang Polt und Markus Rimser unter dieser Bezeichnung publiziert, ursprünglich als „Familienbrett“ oder „Beziehungsbrett“ in der Familientherapie bekannt und unter anderem von Kurt Ludewig und Ulrich Wilken entwickelt. Mittlerweile ist es aus der systemischen Arbeit nicht mehr wegzudenken, und es hat Einzug in verschiedene Bereiche, wie Supervision, Coaching, Organisationsberatung etc. gehalten.